# 蝴蝶夫人
《蝴蝶夫人》（義大利語：Madama Butterfly），是由義大利作曲家普契尼創作之歌劇。該劇由路易吉·伊利卡及朱塞佩·賈科薩撰寫劇本，並根據美國作家約翰·路德·朗的短篇小說《蝴蝶夫人》作為藍本。亦參考了皮埃爾·洛蒂的小說《菊夫人》。

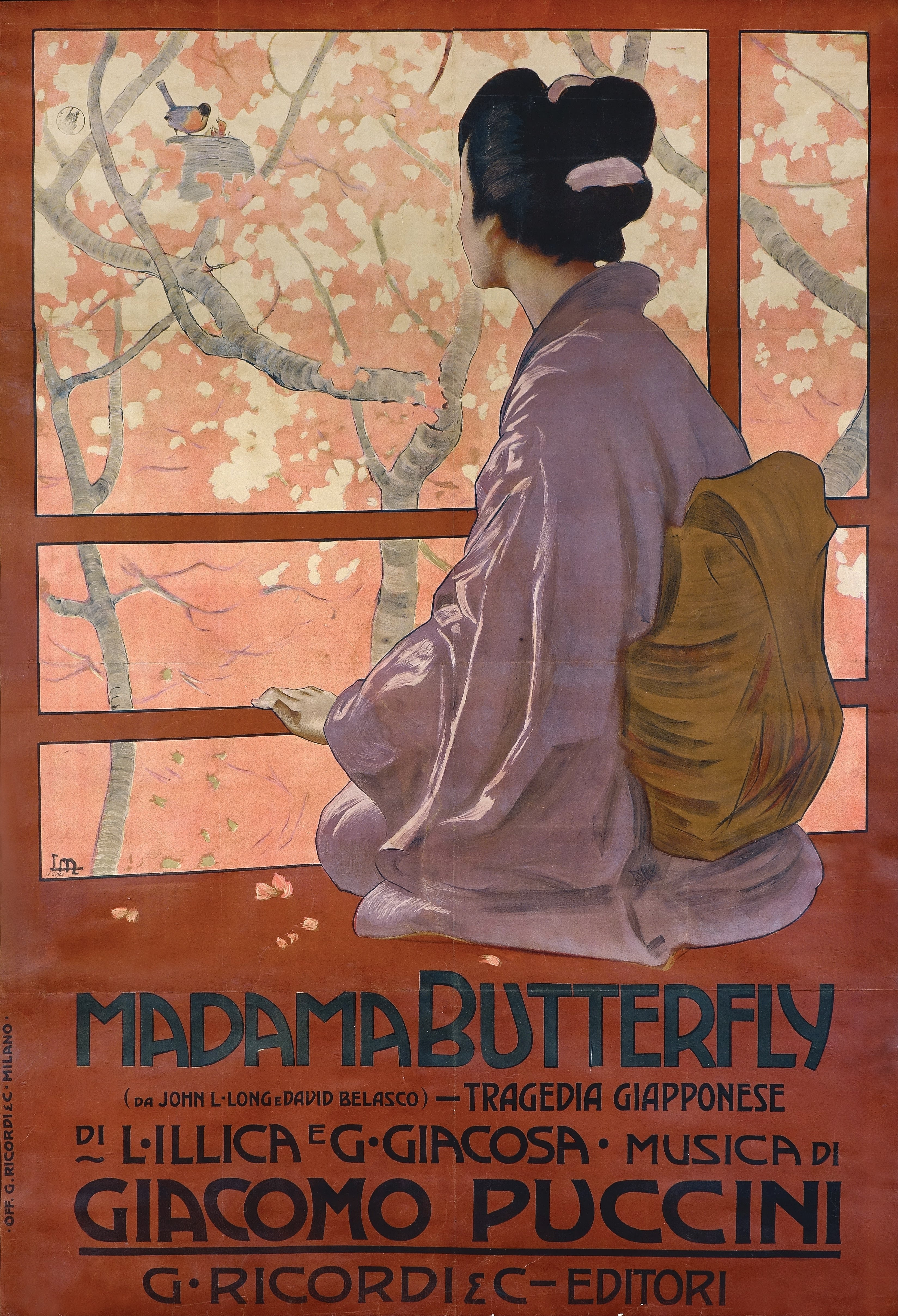
《蝴蝶夫人》海報

## 簡史
《蝴蝶夫人》曾在1904年2月17日當天於米蘭市的史卡拉歌劇院首演，可惜，該次首演卻落得慘淡收場。然而，普契尼並沒有氣餒，反而大幅修改劇本，將較為長的第二幕分作兩部分；改編完成的版本其後亦在1904年5月28日由乌克兰女高音索羅米亞·庫舒尼卡於小鎮佈雷西亞演出，該演出最終獲得空前成功。正因如此，該歌劇更於1907年以大熱姿態登陸紐約市的大都會歌劇院。
歌唱者方面，蝴蝶夫人一角首演時由羅西納·史托爾齊歐（Rosina Storchio）所飾演，20世紀著名日本女高音三浦環亦曾飾演蝴蝶夫人一角，大受好评并获得作曲家本人的讚賞。

## 劇情大綱

### 第一幕
故事講述一位美國軍官與日本藝妓的“愛情”故事。
在居酒屋中，一位駐日美軍軍官平克頓遇上了一位漂亮的藝妓蝴蝶。平克頓當場向蝴蝶求愛，蝴蝶接受了，於是他們舉辦了婚禮。媒公五郎撮合此次婚事，及安排他們於山間一所小屋暫宿。新娘子遂邀請眾藝伎朋友們，參與這次充滿喜悅及歡欣的大婚，而美國領事官夏普萊斯（Sharpless）亦有出席，但其後當聽聞平克頓於日後可能會娶一個美國妻子時，頓感晴天霹靂。

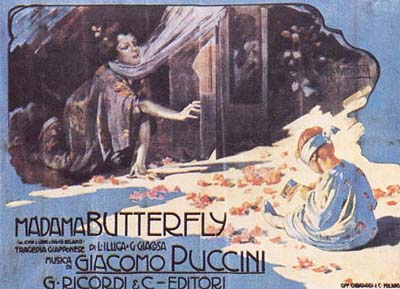
蝴蝶夫人

婚禮進行期間，蝴蝶夫人的和尚叔父來了，他怒責蝴蝶夫人竟敢背棄自己家族所信仰的佛教。平克頓深深感動：蝴蝶竟然為了他，做出如此的犧牲，他下定決心要好好照顧妻子。可惜他後來必須移防，於是和他妻子說：“我会带着玫瑰，在世界充满欢乐、知更鸟筑巢的时候回来。”

### 第二幕

#### 第一部分
三年後，平克頓已結束任務並返回美國，但蝴蝶深信他會重回自己的身邊。忠心的僕人鈴木，衷心希望女主人不再飲泣。夏普萊斯受平克頓所托帶給蝴蝶一封信，蝴蝶準備閱讀此信時，山鳥卻出現，五郎更有意撮合他們。但蝴蝶對這求婚卻不為所動，並再三強調自己一直是平克頓的妻子。
五郎及山鳥離去後，夏普萊斯在蝴蝶屢次的打斷下讀出了部分平克頓的信。以致蝴蝶仍誤以為平克頓會對自己不離不棄。夏普萊斯得知蝴蝶與平克頓育有一子，但平克頓全不知情，遂答應將此事告知予平克頓。夏普萊斯走後，遠處傳來加農砲聲，平克頓乘搭的「林肯」號回航。蝴蝶與鈴木欣喜若狂，細心用花為家居修飾，連同兒子三人穿上華美衣服，等待平克頓的回來。

#### 第二部分
蝴蝶徹夜未眠，一直盯著窗外。旭日初升，蝴蝶仍舊耐心等待。因擔心蝴蝶的身體，鈴木勸蝴蝶與她兒子進房休息，由她為蝴蝶等待，而當蝴蝶在房間等待時，平克頓跟他在美國的合法妻子─凱特，與夏普萊斯終於來到，並向鈴木要求帶走蝴蝶的兒子。怯懦的平克頓無地自容，速速離開，留下這爛攤子給夏普萊斯和凱特。夏普萊斯懇求鈴木協助調停。
蝴蝶出現，準備見平克頓但卻找不到他。蝴蝶此時已猜測到該事情的真相，表示願意交出其兒子，並要求半小時後由平克頓親自來接孩子，夏普萊斯及凱特離去後，蝴蝶本欲用家傳寶劍自盡，可鈴木把蝴蝶的兒子帶入房間。其後，蝴蝶對兒子說了最後的遺言，之後便將美國的星條旗和一個玩偶放在他手中讓他把玩，並用黑布蒙著兒子的雙眼，獨自走到屏风後，因不願將血濺在兒子附近，最後選擇了自縊——以死作為對平克頓的控訴……
當平克頓回到三年前的故居時，他看到奄奄一息的蝴蝶以及他在日本生的兒子，蝴蝶用盡最後的力氣指了指兒子便去世了，平克頓跪倒在蝴蝶身旁，夏普萊斯連忙抱起孩子……

## 改編及衍生作品

### 改編作品
電影：
- 《蝴蝶夫人 (1915年電影)（英语：Madame Butterfly (1915 film)）》：1915年美國默片
- 《蝴蝶夫人 (1919年電影)（英语：Harakiri (1919 film)）》：1919年德國默片
- 《蝴蝶夫人 (1932年電影)（英语：Madame Butterfly (1932 film)）》：1932年美國電影
- 《蝴蝶夫人 (1943年電影)》：1956年中國電影
- 《蝴蝶夫人 (1948年電影)》：1948年香港粵語長片，故事背景改為1940年代的越南，美國軍官和日本藝妓改為中國商船無線電生和越南歌女
- 《蝴蝶夫人 (1956年電影)》：1956年香港國語電影，故事背景改為1950年代的日本，美國軍官和日本藝妓改為留日香港青年和日本歌舞藝人，並改為大團圓結局
- 《蝴蝶夫人 (1995年電影)（英语：Madame Butterfly (1995 film)）》：1995年法國電影

舞台戲劇：
- 《西貢小姐》：克勞德-米歇爾·勛伯格與阿蘭·鮑伯利共同創作的一部音樂劇。故事背景改為1970年代越戰時期的南越西貢，而《蝴蝶夫人》裡的美國軍官和日本藝妓改成了駐越美軍士兵和越南吧女。
- 《蝴蝶夫人 (粵劇)》：新編粵劇劇目，新劍郎統籌製作，葉紹德編劇。

小說：
- 《蝴蝶小姐》：市川森一所著的小說，以蝴蝶身為武士之女的角度詮釋故事

電視劇：
- 《蝴蝶小姐～最後的武士之女》：2011年NHK電視劇，以市川森一所著的小說為藍本改編，由宮崎葵主演

遊戲
- 《第五人格》：監管者,紅蝶

成人電影:
《蝴蝶夫人的現代家庭》：1920年代法國成人電影：由伯納德·納坦執導

### 衍生作品
- 蝴蝶君：美籍華裔劇作家黃哲倫編寫的話劇，劇中以《蝴蝶夫人》為引子
- 蟬想：知名樂團蘇打綠將蝴蝶夫人的故事融入在作品「蟬想」當中。

## 外部連結
- 歌劇《蝴蝶夫人》 （页面存档备份，存于）
- Madama Butterfly - 1949 - 1951[永久]
- 《蝴蝶夫人》：国际乐谱典藏计划上的乐谱